# Bán hàng có điều kiện
Bán hàng có điều kiện là giao dịch bất động sản mà các bên đã đặt điều kiện.
Một giao dịch bất động sản tiêu chuẩn thường bắt đầu khi một người mua tiềm năng gửi một đề nghị mua cho nhà cung cấp tài sản. Như trong một đề nghị tiêu chuẩn, một đề nghị có điều kiện đặt ra các điều khoản của việc bán hàng như giá mua, ngày chốt, tên của các bên, và số tiền của bất kỳ khoản tiền gửi cần thiết nào, nhưng nó cũng quy định các điều kiện khác nhau gặp nhau để hợp đồng ràng buộc các bên. Các điều kiện này có thể bao gồm sự chấp thuận của người cùng mua, tài chính chấp nhận được của người mua, giấy biên nhận và xem xét khảo sát cho thấy rằng các tòa nhà trên tài sản tuân thủ quy định quy hoạch địa phương, tìm kiếm tiêu đề cho thấy không có quyền lưu giữ hoặc cầm cố tài sản không được chấp nhận, xác nhận từ người thế chấp hiện tại rằng tài sản không bị tịch thu nhà, và tương tự. Nếu đề nghị được chấp nhận bởi nhà cung cấp, đề nghị mua sẽ trở thành một ràng buộc hợp đồng đối với các bên khi tất cả các điều kiện được thỏa mãn.
Một lựa chọn thay thế cho bán hàng có điều kiện là lời mời đàm phán. Không giống như bán hàng có điều kiện, lời mời đàm phán không trở thành ràng buộc khi thỏa mãn bất kỳ điều kiện nào. Các vấn đề phát sinh như là sự khác biệt giữa các hành động tạo thành một đề nghị hoặc một lời mời đàm phán, đặc biệt là khi ý định của các bên không được xác định rõ ràng vào thời điểm đó.